# Carl Fiebig
Carl Rudolph Fiebig (født 10. februar 1812 i Egernførde, død 23. februar 1874 i København) var en dansk portrætmaler.

## Virke
Han var søn af Maler Andreas Heinrich Fiebig og Ida født Petersen og voksede op i Egernførde, hvor han nød den første Undervisning i Kunsten hos portrætmaler Hans Friederich Baasch. Han kom i 1832 til København for at besøge Kunstakademiet, hvis lille sølvmedalje han vandt 1837. Samtidig lagde han sig efter portrætfaget under J.L. Lunds vejledning og udstillede på Charlottenborg Forårsudstilling udelukkende som portrætmaler fra 1837 til 1869. I alt blev det til ca. 90 portrætter, som blev offentligt udstillet. Han var temmelig søgt som sådan, da hans billeder lignede godt og han var meget billig med dem; dog havde de ikke betydeligt kunstværd. Blandt hans arbejder kan nævnes Frederik VII's og Grevinde Danners portrætter på Jægerspris Slot. I sine sidste år holdt han på grund af svaghed op med at male, eller i al fald kom hans billeder ikke på udstillingen. Han har foruden portrætter malet nogle alterbilleder til landsbykirker til dels på Island og i Sverige, tillige var han tegnelærer.
Fiebig ægtede i 1840 Marie Anna Adolphine Spiegelhalter (født 28. juli 1820 i Slesvig by, død 12. januar 1867 i København), datter af vagtmester ved Christianæ Plejehus i Egernførde Wilhelm Spiegelhalter og Sophie født Schrøder.
Han er begravet på Assistens Kirkegård.

## Værker
- Portræt af drejermester Jørgen Gertner (1839) og
- hans hustru Johanne Wilhelmine Henriette, født Hockemeyer (1841)
- Prins Frederik Ferdinand (udstillet 1842)
- Generalmajor Carl von Ewald (udstillet 1843)
- Marie Amalie Henriette Stricker, født Stenzing (1844-48)
- Pauline Amalie Henriette Stricker (1844-48)
- Cathrine Marie Alexandrine Flensborg, født d'Origny (1847)
- Cecilie Caroline Smith, født de Coninck (litografi herefter 1852)
- Boghandler Christian Steen (1852)
- Drengeportræt (1852)
- Maria Bojesen (udstillet 1853)
- Læge J.C.W. Wendt (udstillet 1853)
- Professor Arnold Andreas Bull Ahrensen (1853) og
- hans hustru Nelly Marie, født Busch (1854)
- Generalmajor Hans Staal Lützen (1853, Det Nationalhistoriske Museum på Frederiksborg Slot)
- Kammerherre L.N. Scheele (før 1854, Det Nationalhistoriske Museum på Frederiksborg Slot)
- Barneportræt af Emma Henriette Erneste Regine Bilsted (dateret 1854), privateje
- Ubekendt mand (1855)
- Kong Frederik VII (ca. 1862, Hotel Phoenix, København)
- Manufakturhandler Brandes (udstillet 1865)
- Overhofmarskal Carl Løvenskiold (ca. 1870, Det Nationalhistoriske Museum på Frederiksborg Slot og tidligere på Løvenborg)
- Baron Herman Frederik Løvenskiold (1871)
- Baronesse Frederikke Juliane M. Løvenskiold (tidligere på Løvenborg)
- Kong Frederik VII og Grevinde Danner (begge Jægerspris Slot)
- Forfatteren Frederik Dreier (Det Nationalhistoriske Museum på Frederiksborg Slot, tilskrevet)

Tegninger:
- Prins Frederik Ferdinand og prinsesse Caroline (begge udstillet 1844)

Altertavler:
- Kristi opstandelse (1861, Jordløse Kirke)
- Kristus i Getsemane (1862, Solbjerg Kirke)
- Endvidere altertavler i Sverige